# Constantin Stavăr
Constantin Stavăr a fost un general român.
În perioada 1929-1930, generalul de brigadă Constantin Stavăr a îndeplinit funcția de comandant al Jandarmeriei Române.
În prezent, Inspectoratul Județean de Jandarmi Neamț poartă numele generalului de brigadă Constantin Stavăr.